# تروفيج أوماغ 2018
تروفيج أوماغ 2018 (بالإنجليزية: 2018 Trofej Umag)‏ هو سباق دراجات هوائية، وهو الموسم رقم 6 من السباق، وأقيم في 28 فبراير 2018، وامتدّ لمسافة 144.4 كيلومتر، وهو أحد سباقات طواف أوروبا للدراجات 2018، وهو من نوع سباق يوم واحد، وقد شارك في السباق 169 متسابقاً ووصل إلى نهايته 148 متسابقاً.
فاز فيه بالمركز الأول كريستر هاغن، وبالمركز الثاني توم بايلس، وبالمركز الثالث Dušan Rajović ‏.

## الفائزون
| الترتيب | الفائز         |
| ------- | -------------- |
| الفائز  | كريستر هاغن    |
| الثاني  | توم بايلس      |
| الثالث  | Dušan Rajović ‏ |

## وصلات خارجية
- لمحة عن سباق تروفيج أوماغ 2018 على موقع  ProCyclingStats   (برو  سايكلنج  ستاتس) - إحصاءات  محترفي  الدراجات.
- تروفيج أوماغ 2018 على موقع إحصائيات الدراجات الإحترافية (الإنجليزية)